# Comuna Marhalivka, Vasîlkiv
Marhalivka (în ucraineană Мархалівка) este o comună în raionul Vasîlkiv, regiunea Kiev, Ucraina, formată din satele Marhalivka (reședința) și Zaițiv.

## Demografie
Componența lingvistică a comunei Marhalivka
     Ucraineană (96,05%)
     Rusă (3,48%)
     Alte limbi (0,24%)
Conform recensământului din 2001, majoritatea populației comunei Marhalivka era vorbitoare de ucraineană (96,05%), existând în minoritate și vorbitori de rusă (3,48%).